# Hypamblys muli
Hypamblys muli är en stekelart som beskrevs av Dmitriy R. Kasparyan 2007. Hypamblys muli ingår i släktet Hypamblys och familjen brokparasitsteklar. Inga underarter finns listade i Catalogue of Life.